# Westminster (London Underground)

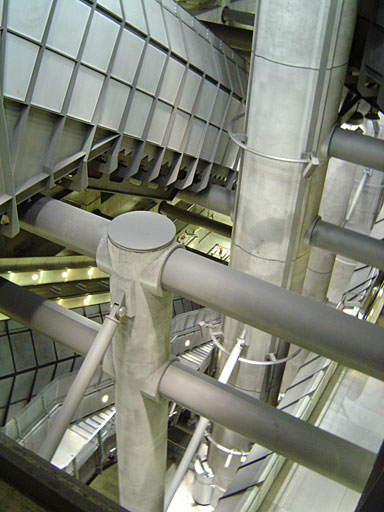
Futuristische Architektur

Westminster ist eine Tunnel-Station der London Underground im Stadtbezirk City of Westminster. Sie liegt in der Travelcard-Tarifzone 1 unter dem Parliament Square. In der Nähe befinden sich zahlreiche Sehenswürdigkeiten, darunter der Palace of Westminster, die Westminster Abbey, die St Margaret’s Church, Whitehall, die Downing Street und das London Eye. Im Jahr 2014 zählte man 26,03 Millionen Fahrgäste.
Die Station besteht aus zwei unterschiedlichen Teilen. Wenige Meter unter der Erdoberfläche befinden sich die 1868 in Betrieb genommenen Seitenbahnsteige der Unterpflasterbahnen Circle Line und der District Line. In einer Tiefe von 32 Metern befinden sich seit 1999 die Bahnsteige der Jubilee Line, einer Röhrenbahn. Westminster ist damit eine der am tiefsten gelegenen Stationen des gesamten U-Bahn-Netzes.

## Geschichte

### Obere Ebene (Unterpflasterbahn)

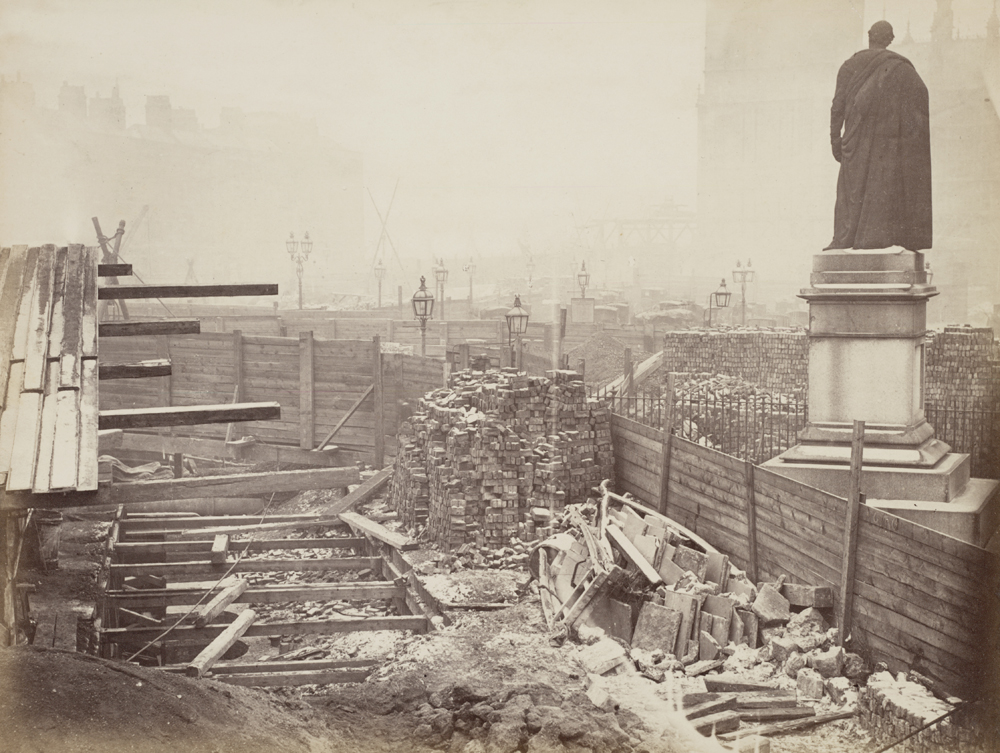
Bauarbeiten auf dem Parliament Square (um 1866)

Am 24. Dezember 1868 eröffnete die Metropolitan District Railway (MDR, Vorgängergesellschaft der District Line) eine Station, als diese von South Kensington aus eine dampfbetriebene Strecke in Betrieb nahm. Die zunächst als Westminster Bridge bezeichnete Station war bis zum 30. Mai 1870 die östliche Begrenzung der MDR, der Einschnitt endete an einer mit Holzschwellen gepufferten Betonwand. Die Anfahrt zur Station erfolgt im Westen durch einen in offener Bauweise errichteten Tunnel unterhalb des Straßenkörpers von Broad Sanctuary und diagonal unter dem Parliament Square. Unter der Broad Sanctuary verläuft der Tunnel nahe zur Westminster Abbey und der St Margaret’s Church; aus diesem Grund war besondere Vorsicht geboten, um beim Graben im lockeren Gestein die Fundamente nicht zu unterminieren.
Das ursprüngliche Stationsgebäude war ein über den Gleisen befindliches temporäres Bauwerk. Die Bahnsteige waren mit separaten Markisen ausgestattet anstatt mit dem bei anderen MDR-Stationen üblichen weit gespannten Glasdach. Ein Korridor von der Bridge Street aus und eine Unterführung unter der Straße boten Zugang zur Station. Am 30. Mai 1870 wurde die Strecke in östlicher Richtung unter dem Victoria Embankment bis zum Bahnhof Blackfriars verlängert. In South Kensington hatte die MDR Anschluss an die Strecke der Metropolitan Railway (MR, spätere Metropolitan Line). Obwohl beide Gesellschaften sich konkurrierten, befuhren ihre Züge die Gleise des jeweils anderen Unternehmens. Dieser Inner Circle war eine Art Vorläufer der Circle Line. Ab 1872 boten MDR und MR weitere Ringstrecken-Dienste (Middle Circle und Outer Circle) an. 1900 wurde der Middle Circle aufgegeben, acht Jahre später auch der Outer Circle. Der elektrische Betrieb begann am 1. Juli 1905. Im Jahr 1907 erhielt die Station ihren heutigen Namen Westminster.
Mitte der 1890er Jahre war der Stationseingang in ein größeres Gebäude integriert worden. 1922 entstand an der Bridge Street ein neuer, von Charles Holden entworfener Eingang mit Baldachin, zwei Jahre später nahm er Veränderungen am östlichen Eingang am Embankment vor. Dies waren die ersten von vielen weiteren Projekten Holdens für die London Electric Railway (eine der Vorgängergesellschaften von Transport for London). Die Bahnsteige wurden mit neuen Fliesen renoviert – in jenem Fliesenmuster in Grün, Blau, Schwarz und Weiß, das Holden in zahlreichen weiteren Stationen dieser Epoche anwendete und immer noch in der benachbarten Station St. James’s Park sichtbar ist. 1949 erhielt der von der Metropolitan Line betriebene Inner Circle eine eigenständige Kennzeichnung als Circle Line.
Zwischen Ende 1962 und Anfang 1964 verlängerte man die östlichen Enden der Bahnsteige, um den Einsatz längerer Acht-Wagen-Züge zu ermöglichen. Die Arbeiten umfassten die sorgfältige Ausweitung der Tunnel unter dem ursprünglichen Hauptsitz der Metropolitan Police am New Scotland Yard. Die Unterpflaster-Station wurde in den 1990er Jahren vollständig umgebaut, um Zugänge zu den neuen tiefliegenden Bahnsteigen der Jubilee Line zu schaffen. Unter laufendem Zugbetrieb mussten die Gleise um 30 Zentimeter gesenkt werden. Dies geschah Millimeter für Millimeter in zahlreichen kleinen Schritten während der kurzen nächtlichen Betriebspausen.

### Untere Ebene (Röhrenbahn)

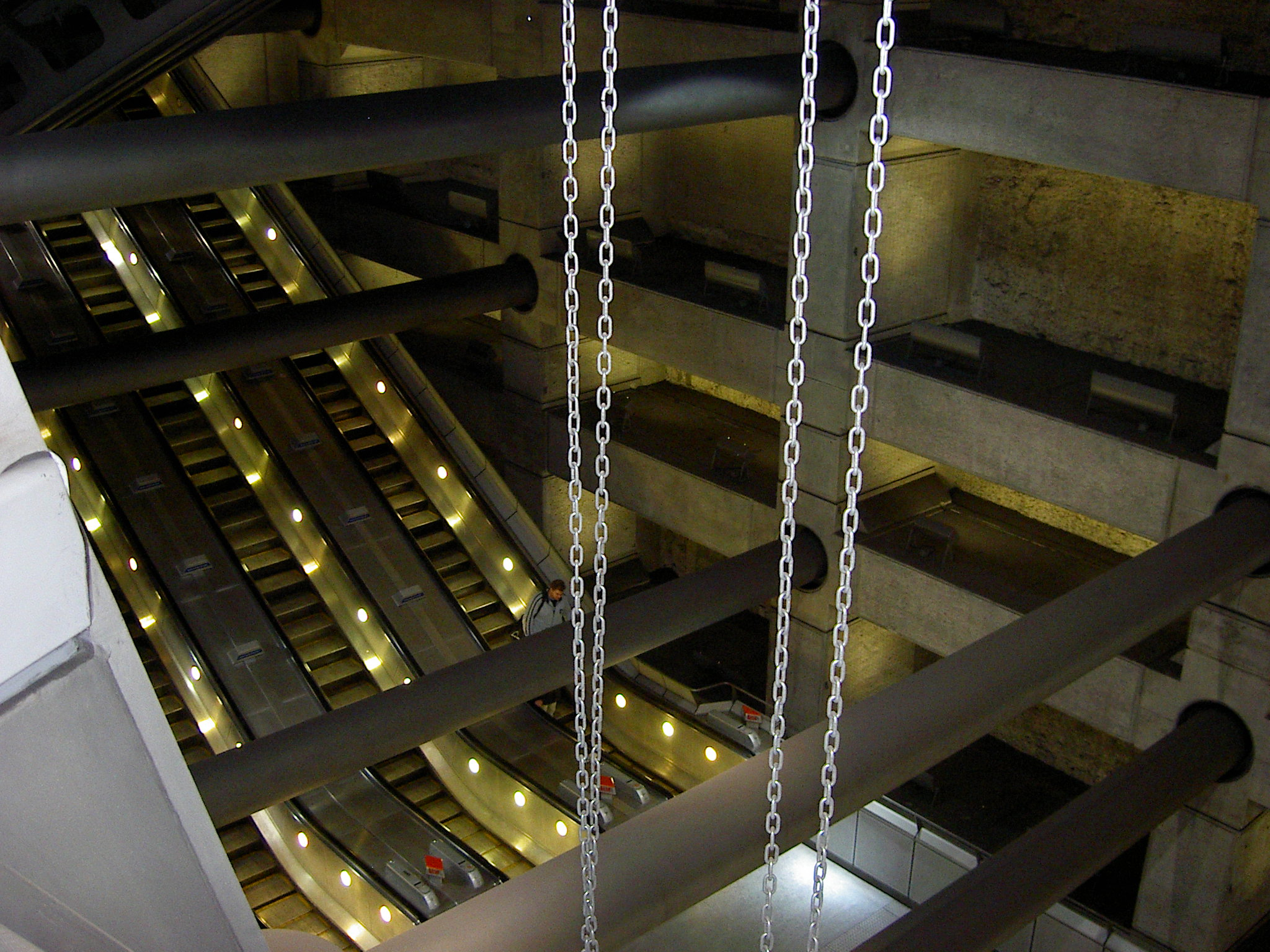
Blick auf die Rolltreppen

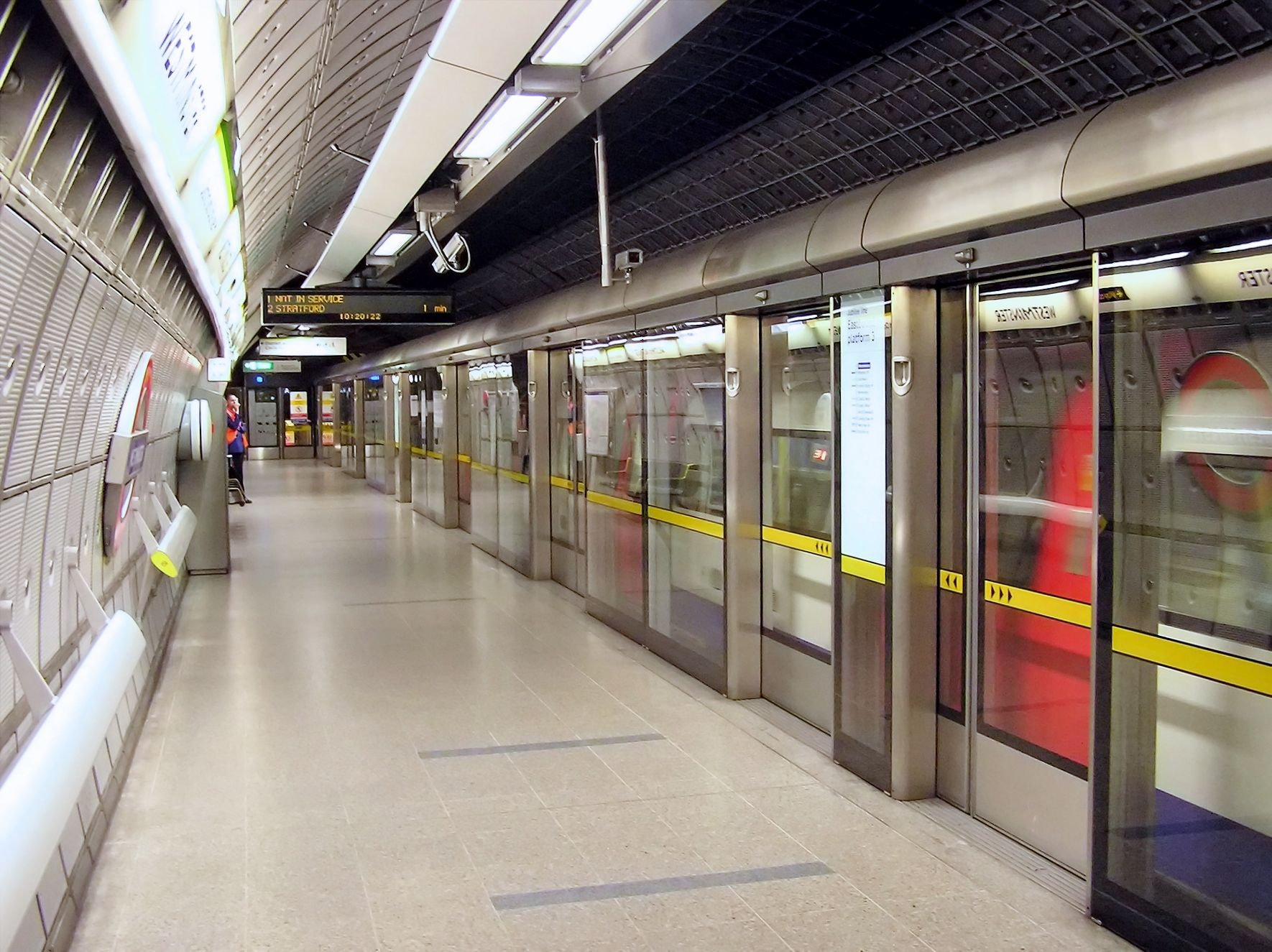
Bahnsteig der Jubilee Line

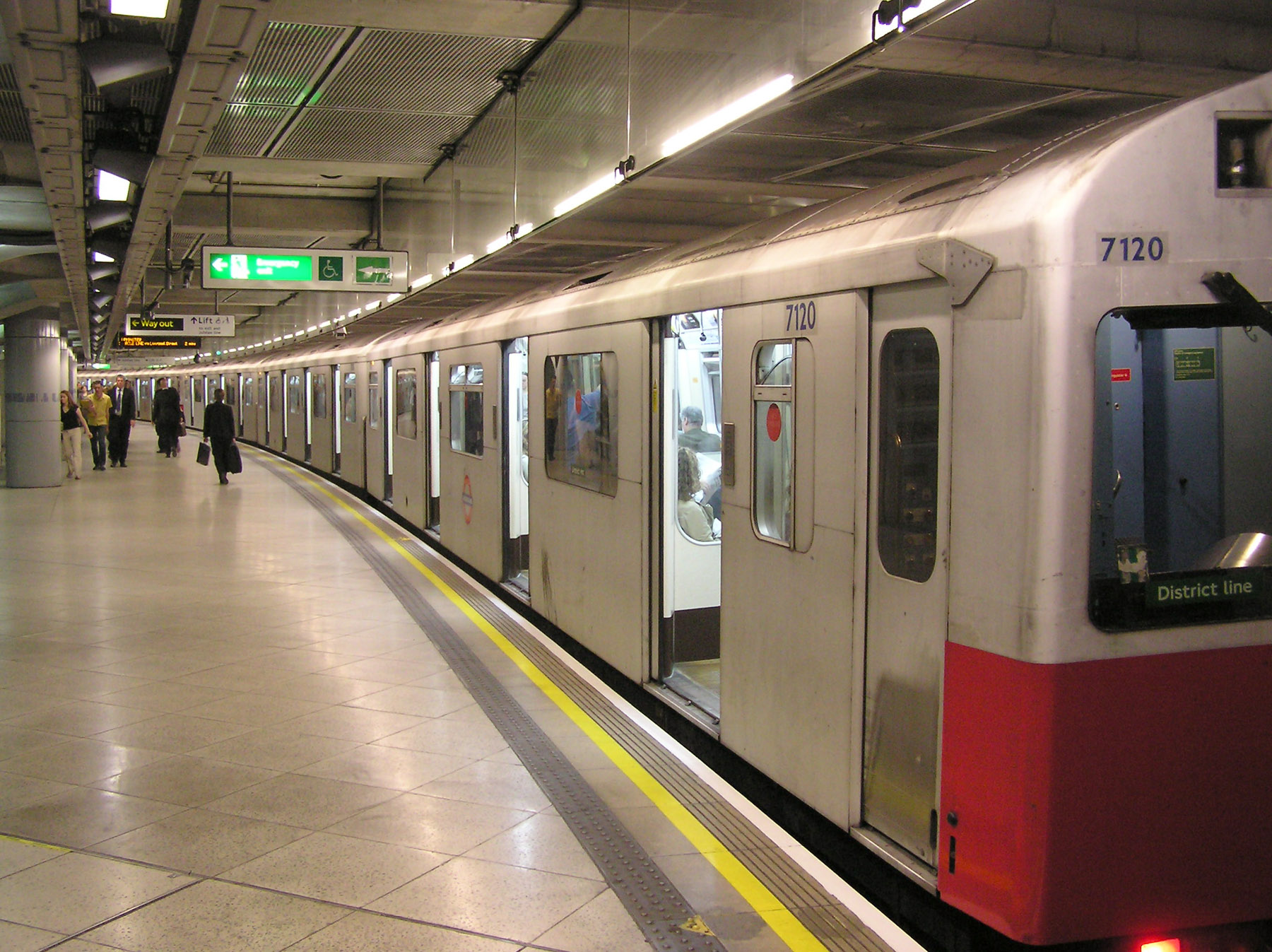
Bahnsteig der Circle Line und der District Line

Als in den 1970er Jahren der erste Abschnitt der Jubilee Line geplant wurde, sollte die zweite Etappe der Linie von der Endstation Charing Cross ostwärts zur City of London, Woolwich und Thamesmead führen. Westminster wäre somit nicht an der geplanten Route gelegen. Doch die Neugestaltung der Docklands weckte das Bedürfnis, Verkehrsinfrastruktur im Osten und Südosten Londons zur Verfügung zu stellen. Dies hatte eine veränderte Planung der Jubilee Line zur Folge, die über Westminster führen und die neuen Stadtentwicklungsgebiete mit den Bahnhöfen Waterloo und London Bridge verbinden sollte. Da ohnehin mehrere umliegende Gebäude abgerissen werden mussten, wurde der komplette Umbau der U-Bahn-Station zusammen mit dem Neubau des darüber liegenden Portcullis House ausgeführt. Für beide Projekte war das Architekturbüro Michael Hopkins & Partners zuständig.
Der Bau des neuen Stationsteils umfasste den Aushub eines 39 Meter tiefen Hohlraums unterhalb der Unterpflaster-Station, um darin die Rolltreppen, Aufzüge und Treppen hinunter zu den Bahnsteigen der Jubilee Line einzubauen. Der Hohlraum war der tiefste Schacht, der jemals im Stadtzentrum Londons gegraben worden war. Der Aushub erfolgte zwischen dicken bewehrten Beton-Schlitzwänden, die zwecks größerer Stabilität horizontal verstrebt waren. Unterhalb der Bridge Street ist der westwärts führende Bahnsteigtunnel unter dem ostwärts führenden angeordnet. Für die Stabilität des Fundaments des Uhrturms am Parlamentsgebäude (im Volksmund als Big Ben bezeichnet) stellten die Tiefe des Hohlraums und der geringe Abstand zu den Tunnels ein erhebliches Risiko dar. Um das Fundament zu schützen und die Setzung des Baugrunds zu kontrollieren, wurden mehrere 50 Meter lange Stahlröhren rund um und unterhalb von Big Ben in den Boden gerammt. Diese Röhren waren mit einem Kontrollsystem ausgerüstet, mit dem man Mörtel einspritzte, um die durch detaillierte Messungen ermittelte Setzung des Uhrturms auszugleichen. Zwischen Januar 1996 und September 1997 waren insgesamt 22 Einspritzungen notwendig. Das Vorgehen beschränkte die Bewegung des Uhrturms auf ein akzeptables Maximum von 35 Millimetern. Ohne die Mörteleinspritzung hätte die Bewegung mindestens 120 Millimeter betragen, was zu Rissen im Turm und im Parlamentsgebäude geführt hätte. Die neuen Bahnsteige der Jubilee Line wurden am 22. Dezember 1999 eröffnet, die Züge befuhren den Abschnitt zwischen Green Park und Waterloo jedoch bereits seit dem 20. November 1999.
Das Innere der Station wirkt sehr streng: Gigantische Betonsäulen kreuzen sich mit 17 Rolltreppen, fünf Aufzügen und Zwischenetagen aus rostfreiem Stahl. Dadurch entsteht das Gefühl, sich in einem riesigen Raumschiff zu befinden. Wie in den übrigen Tunnelstationen der Jubilee-Line-Verlängerung sind auch die Bahnsteige in Westminster mit Bahnsteigtüren ausgestattet, um die Luftzirkulation zu verbessern und die Sicherheit der Fahrgäste zu erhöhen. Architekturbüro Michael Hopkins & Partners gewann mit seinem Design für diesen höhlenartigen Stationskomplex mehrere renommierte Preise, unter anderem 2001 den Stirling Prize, der vom Royal Institute of British Architects für besonders bemerkenswerte Bauten verliehen wird.